# Hunt County
Hunt County je okres ve státě Texas v USA. K roku 2010 zde žilo 86 129 obyvatel. Správním městem okresu je Greenville. Celková rozloha okresu činí 2 284 km².